# Jerusalem (banda)
Jerusalem es una banda de metal cristiano y rock cristiano procedente de Suecia, fundada en 1975 por Ulf Christiansson. Fue una de las primeras bandas en combinar letras de canciones cristianas con el sonido del hard rock y el heavy metal tradicional.

## Historia
El mensaje de Jerusalén estaba destinado a los jóvenes, con sus letras que describen la relación de la banda con Dios en una manera extraordinaria, pero radical. El propósito de la banda fue expresamente la  evangelización. Sus conciertos a menudo incluyen llamado para que las personas reciban a Cristo como su Señor. Cuando la banda se encontraba en gira a mediados de 1970 en Suecia, su combinación de letras cristianas con un sonido de rock duro fue muy controvertido. Sólo se les permitía actuar en algunas iglesias. 
Con el tiempo, Jerusalén había ganado una amplia aceptación, y después de tres años de gira las compañías discográficas empezaron a hacer ofertas para grabar con la banda. La compañía discográfica cristiana Prim firmó con Jersualem, sin expectativas de éxito. Sin embargo, el álbum homónimo de la banda, Jerusalén, se convirtió en un éxito instantáneo entre los oyentes cristianos, y dentro de los primeros seis meses, el disco vendió 20.000 copias, algo que sorprendió totalmente a los cristianos en Europa.
Alentados por la increíble respuesta al álbum, Jerusalén se dispuso a realizar una gira en Suecia y el resto de Escandinavia. El siguiente álbum, Volym , fue lanzado en 1980. Esta grabación que también fue remasterizada en una versión en inglés, hizo que Jerusalén alcanzara una audiencia global. La banda visitó Alemania, Francia, Inglaterra, Bélgica y Finlandia. 
Desde el festival cristiano de Greenbelt [[]] en Inglaterra, donde participó Jerusalén durante el verano, estuvo en algunos estudios de grabación en los Estados Unidos y Glen Kaiser, líder de la Resurrection Band una de las mayores bandas cristianas en los EE. UU. Kaiser dio la grabación a Pat Boone, que poseía the Lamb & Lion record company. Clibertad posteriormente se lanzaron los álbumes de Jerusalén en los Estados Unidos y Canadá. 
En 1981 Jerusalén, lanzó su tercer álbum,Krigsman, que se convirtió en un éxito de ventas en Suecia, Europa, EE. UU. y Canadá. En el otoño de 1981, Jerusalén realiza una gira rpomocional por Estados Unidos. Jerusalén con su radical propuesta de su hard rock pesado, que se popularizó en los EE. UU. 
En este momento la banda estaba formada por Ulf Christiansson en guitarra y voz, Dan Tibell en los teclados, Peter Carlsohn en el bajo (en reemplazo de Anders Mossberg), y Michael Ulvsgärd en la batería (en reemplazo de Klas Anderhell). 
Con el cuarto álbum, Vi kan inte Stoppas (Can't Stop Us Now ), Jerusalén había cambiado su estilo a una más melódica pero sonido de más roquero con letras que no eran tan abiertamente centrada a Dios. Este perdió el apoyo entre los muchos fanes de la banda cristiana. El álbum, se grabó en , Belfast, Irlanda del Norte, que lo llevó a otra gira en los EE. UU., donde el video también se muestra en MTV. A pesar de los cambios en el enfoque de letras de la banda, el éxito fue enorme, especialmente entre los no cristianos. Durante los años siguientes, visitó Jerusalén en su mayoría en países extranjero, con su equipo enorme, que pesaba cinco toneladas. Eso fue más que ninguna otra banda sueca de rock duro podía mostrar en ese momento. Entre 1983 y 1985, realizó varios viajes de Jerusalén un gran éxito en EE. UU., que finalmente dio como resultado un álbum en vivo,  In His Majesty's Service - Live in USA grabado en Shreveport y Dallas.
Eventualmente, sin embargo, todo esto fue demasiado, y los miembros de la banda cansados. En 1985, Jerusalén salir de gira y se inscribió en la Word of Life Bible School.
En 1987, Jerusalén lanzóDancing on the Head of the Serpent. . Reidar Paulsen tocaba el teclado. el arte del disco representa una bota militar pisoteando a un demonio. Esta imagen radical resultó demasiado impactante para los cristianos de Suecia. Algunas tiendas de discos habían prohibido el álbum,  pero vendió y obtuvo grandes ganancias por ese álbum. Después de este álbum de la banda tomó un paréntesis de seis años. 
En 1992, la banda volvió a Gotemburgo, Suecia y grabó prophet. En última instancia se convirtió en el álbum de Jerusalén, que obtuvo las opiniones más favorables.

## Miembros actuales
```
Jerusalén, cuenta actualmente con 2 líneas-ups
```

- Ulf Christiansson - voz, guitarra (1975 - presente)
- Anders Mossberg - bajo (1978? - 1981?, 1996 - presente)
- Dan Tibell - teclados (1975 - 1985, 1996 - presente)
- Klas Anderhell - batería (1979? - 1981, 1996 - presente)
- Peter Carlsohn - bajo (1981 - 1995, 2003? - Presente)
- Reidar I. Paulsen - teclados (1986? - 1995?, 2006 - presente)
- Michael Ulvsgärd - batería (1981 - 1995, 2003? - Presente)

## Miembros anteriores
- Bertil Sörensson - bajo (1978?)
- Danne Gansmoe - batería (1978?)

Muchos de los músicos eran diferentes en uno u otra parte de Jerusalén. Estos son sólo los que grabó con Jerusalén 

## Discografía
Para álbumes editados tanto en sueco como versiones en inglés, los títulos de inglés se encuentran en paréntesis. 
Álbumes de estudio 
- Jerusalem (Volume 1) (1978/1980)
- Volym 2 (Volume 2) (1980)
- Krigsman (Warrior) (1981)
- Vi Kan Inte Stoppas (Can't Stop Us Now) (1983)
- Dancing on the Head of the Serpent (1987/1988)
- Prophet (1994)
- Volym Tre (Those Were the Days) (1996/1997)
- Volüm Fyra (R.A.D.) (1998)

## Álbumes en vivo
- In His Majesty's Service - Live in USA (1985)
- Live - På Ren Svenska (1999)

## Álbumes de compilación
- 10 Years After (1988)
- Klassiker 1 (Classics 1) (1993)
- Klassiker 2 (Classics 2) (1993)
- Classics 3 (1995)
- Tretti (2006)
- Greatest Hits (2006)